# مک‌لوید (تگزاس)
مک‌لوید، تگزاس(به انگلیسی: McLeod, Texas) شهری در ایالت تگزاس از ایالات جنوبی ایالات متحده آمریکا است.